# Eppenstein (Adelsgeschlecht)

Das Wappen der Familie von Eppenstein wurde im 20. Jahrhundert von der Ortsgemeinde Oppikon geführt.

Die Eppenstein waren ein habsburgisch-österreichisches Ministerialengeschlecht des 14. Jahrhunderts im  Thurgau in der heutigen Schweiz.
Das ausgestorbene Geschlecht der Herren von Eppenstein hatte seine Stammburg beim Weiler Eppenstein (1798 2 Häuser, 1837 4 Häuser) der früheren Ortsgemeinde Oppikon, heute Gemeinde Bussnang im Thurgau. Der Burgstock südlich des Eppistertöbeli genannten Tobels des Lättebachs wird in den Landeskarten der Schweiz zwar noch erwähnt, die Burg ist jedoch ohne Spuren vollständig abgegangen. Pupikofer beschreibt 1837 noch eine völlig überwachsene Ruine einer sonst den Herren von Bussnang verpflichtet gewesenen Burg, welche im Appenzellerkrieg zerstört wurde:259.
Im Zusammenhang mit der Erbauung der Spornburg Rachinstein im Jahr 1080, heute Ruine Urstein bei Herisau, wird der königstreue St. Galler  Abt Ulrich II. von Eppenstein als Auftraggeber genannt. Die von Eppenstein waren in der östlichen und südlichen Umgebung Winterthurs begütert, unter anderem in Seen und Wiesendangen. Die Familie war verwandt mit den Phenli von Dienberg und den von Ottikon, mit denen gemeinsam der ab 1302 und 1334 erwähnte Eberhard im Jahr 1308 einen österreichischen Burglehenhof zu Ottenhausen innehatte. Von 1314 bis 1334 war er österreichischer Vogt zu Kyburg, 1324 auch zu Winterthur und 1327 zu Glarus. 1361 versetzten Johann und sein Sohn Johann ihre Vogtei zu Iffwil. Der letzte namentlich bekannte Eppenstein ist der von 1384 bis 1391 belegte Eppo. Noch im frühen 15. Jahrhundert lebten Mitglieder der Familie in Winterthur.

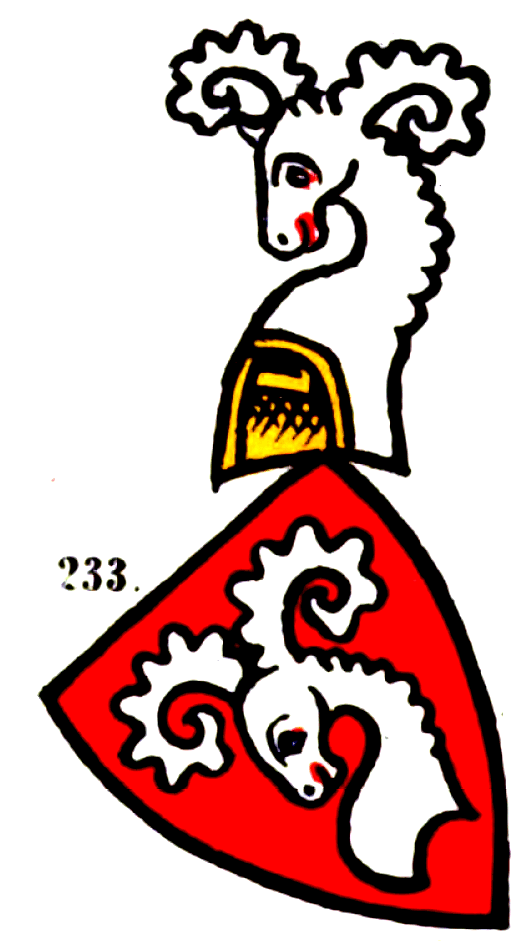
Wappen der Eppenstein in der Zürcher Wappenrolle (ca. 1340)